# 过猴山
过猴山，是中国大陆上海美术电影制片厂于1958年由制作的经典水墨卡通动画作品。

## 剧情简介
在一个炎热的夏天，骄阳火辣辣的烤着大地，有一位卖草帽的老头背着草帽路过一座大山。因天气炎热，就解下草帽喝了几口酒躺在树底下睡着了。此时一群住在山上猴子恰巧路过，就趁机偷走了他的一担草帽。老头惊醒后,看到顽皮的猴子们模仿着他的一举一动。就用小聪明从猴子手里骗回了草帽，怎奈泼猴顽劣，又干脆和老头动粗将草帽抢了回去，连上衣也被猴子扒走了。老头在无奈之际看到了酒葫芦，最后老头又用计谋醉倒了所有的猴子,取回了全部的帽子，成功摆脱了所有猴子纠缠。

## 制作人员
- 编剧: 王正中
- 导演: 王树忱
- 作曲：吴应矩
- 背景设计：梁力克
- 动画设计：胡进庆、戴铁郎、林文箫、王正中、邬强、唐令渊
- 绘景：高阳、徐景达、张耀祖
- 摄影：王世荣
- 剪辑：李开基
- 录音：薛志昌
- 演奏: 上影乐团
- 指挥：吴应矩